# Chassigny
Chassigny (укр. Шассіньї) — це марсіанський метеорит, падіння якого відбулося приблизно о 8 годині ранку 3 жовтня 1815 року, в районі муніципалітету Шассіньї, Верхня Марна, Франція. Chassigny — це метеорит, від якого отримала свою назву група шассіньїтів, яким відповідає літера «C» в абревіатурі SNC (абревіатура для означення трьох найбільших груп марсіанських метеоритів). Метеорит Chassigny — це олівінова кумулятивна магматична порода (дуніт). Він складається майже виключно з олівіну та інтеркумулятивних включень піроксену, польового шпату та оксидів. Chassigny був єдиним відомим шассіньїтом, аж доки не був знайдений метеорит NWA2737 у Марокканській Сахарі на північному заході Африки.
Метеорит Chassigny є особливо важливим для науки, оскільки, на відміну від більшості марсіанських метеоритів, він містить композиції благородних газів, відмінні від теперішнього складу марсіанської атмосфери. Припускається, що ці відмінності мають стосунок до його кумулятивної (магматичного походження) природи.